# Tapinoma arnoldi
Tapinoma arnoldi este o specie de furnici din genul Tapinoma. Descrisă de  Forel în 1913, specia este endemică în Zimbabwe.